# Cap de Bouirex
Le cap de Bouirex est un sommet des Pyrénées françaises dans le département de l'Ariège. Il culmine à une altitude de 1 873 m.

## Toponymie
Il est généralement dénommé localement le Bouirech. Écrire Bouirex prononcé Bouirech reflète un trait présent dans les Pyrénées (en basque et catalan, mais aussi en aragonais et gascon/béarnais) : l'utilisation, présente aussi dans la péninsule Ibérique, de la lettre (graphème) « x » pour transcrire le son [ch] (écrit ch en français, sh en occitan).

## Géographie

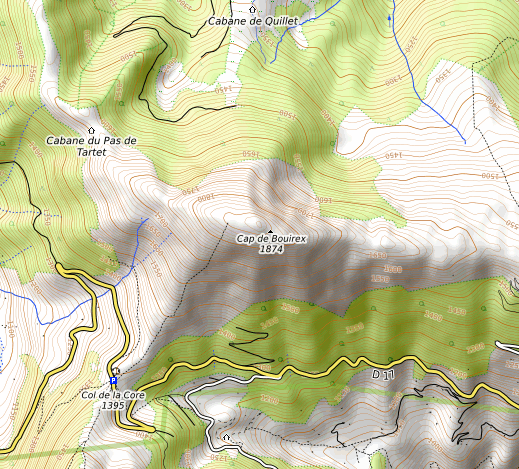
Carte topographique.

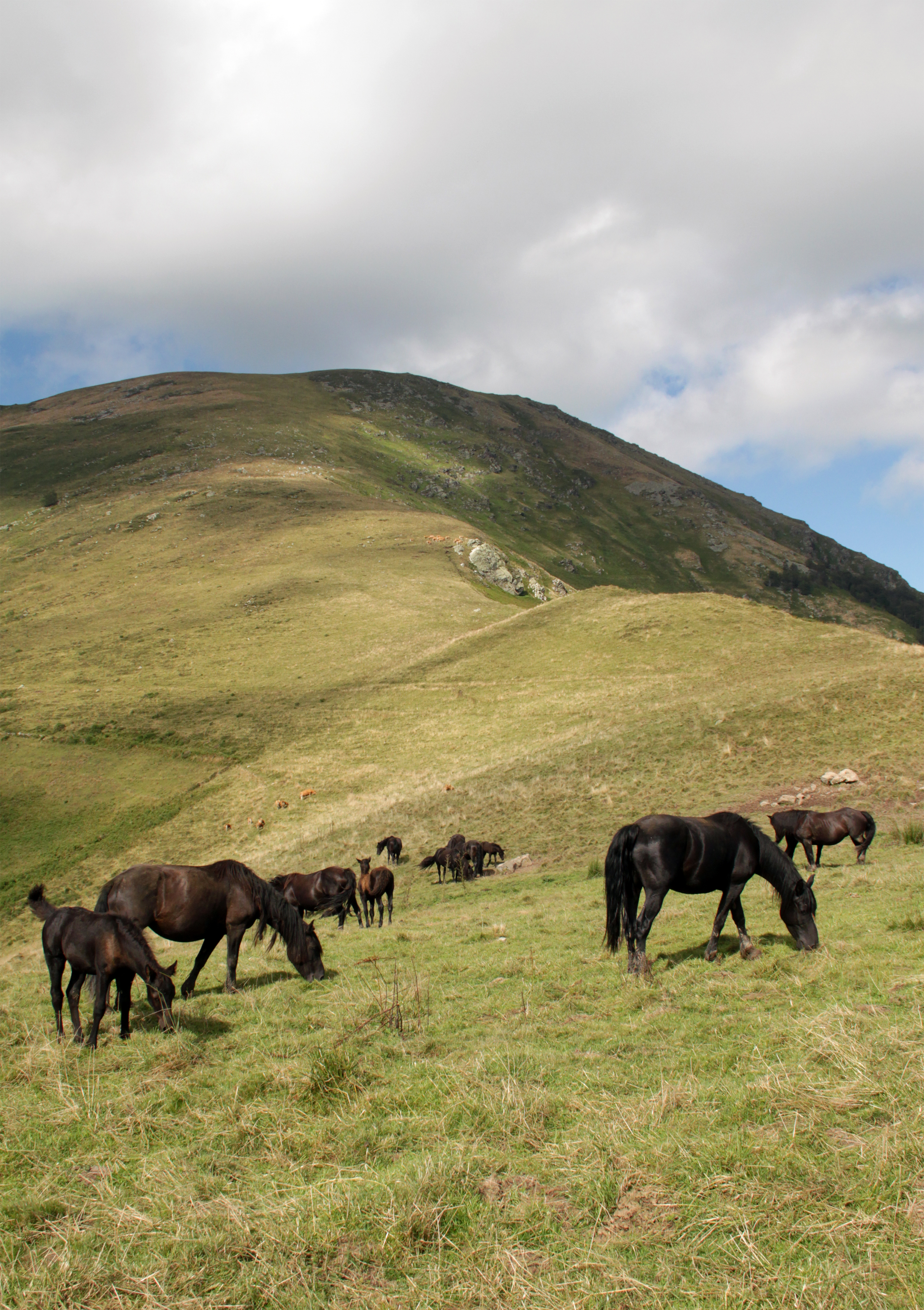
Le cap de Bouirex vu depuis le col de la Core.

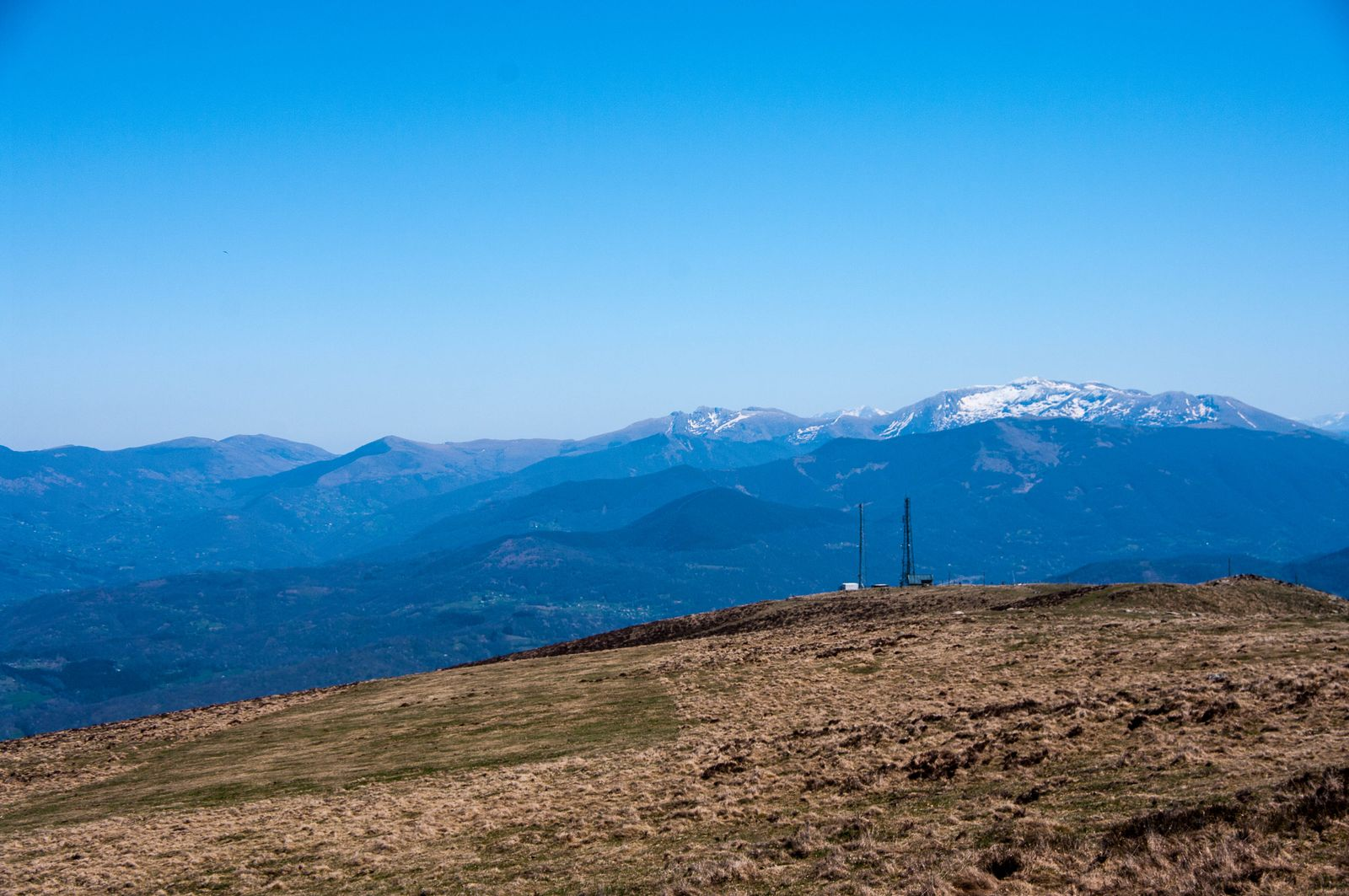
L'altisurface et au second plan les émetteurs.

### Situation
Constituant un belvédère à 360°, le cap de Bouirex est partagé entre la limite sud du territoire de la commune d'Alos et la commune de Sentenac-d'Oust.

### Topographie
Le cap de Bouirex est un sommet au centre du pays du Couserans. Son périmètre est constitué d'estives. Il se prolonge à l'est par la plagne de Bouirex, un large plateau ayant permis la création d'une altisurface et qui reçoit le principal émetteur du Couserans.

### Géologie
Si le flanc sud se présente sans heurts, sa face nord, en surplomb de la plagnole de la Girbe, est caractérisée par un petit cirque suspendu avec un mur terminal assez redressé du fait de la résistance des embréchites.
Parmi les affleurements rocheux à l'est près du sommet, la présence d'une amphibolite à olivine a été constatée.

### Climat
Le climat est de type montagnard atlantique.

## Activités

### Ascension
Son accès le plus rapide s'effectue par la route départementale 17 jusqu'au col de la Core (1 395 m) puis par une randonnée d'un kilomètre au nord-est. Le col de Catchaudégué est un point de départ fréquenté pour se rendre au cap de Bouirex. Une boucle est possible passant par le bois d'Arp et les émetteurs qui constituent une balise bien visible. Depuis Castillon-en-Couserans, à l'est, une randonnée part de la maison forestière du Castéra.

### Aviation
L'altisurface de la Plagne de Bouirex peut recevoir des avions monomoteurs (qualification montagne requise) et des ULM (42° 31′ 12″ N, 1° 04′ 54″ E).